# 亞力士·利歐斯
亞力士·利歐斯（Alexis Ríos或Alex Rios、1981年2月18日—），出生於美國亞拉巴馬州科菲縣，是波多黎各美國職棒大聯盟球員。目前效力堪薩斯市皇家隊。守備位置是外野手。

## 職棒生涯
1999年的選秀被多倫多藍鳥在第一輪選走。2003年以.352打擊率、11支全壘打及82個打點贏得東方聯盟最有價值球員。2004年被提升為3A球隊雪城天領的球員也踏上了大聯盟的路途。

### 多倫多藍鳥（2004年-2009年）
2004年首次在大聯盟上陣。2006年代表波多黎各參與世界棒球經典賽，在大聯盟球季取得.302的打擊率。並首次選入明星賽，但最終受傷被迫放棄。
2007年球季，再次入選明星賽，並參與全壘打大賽，在決賽僅負於洛杉磯天使的弗拉迪米爾·葛雷諾。

### 芝加哥白襪（2009年-2013年）

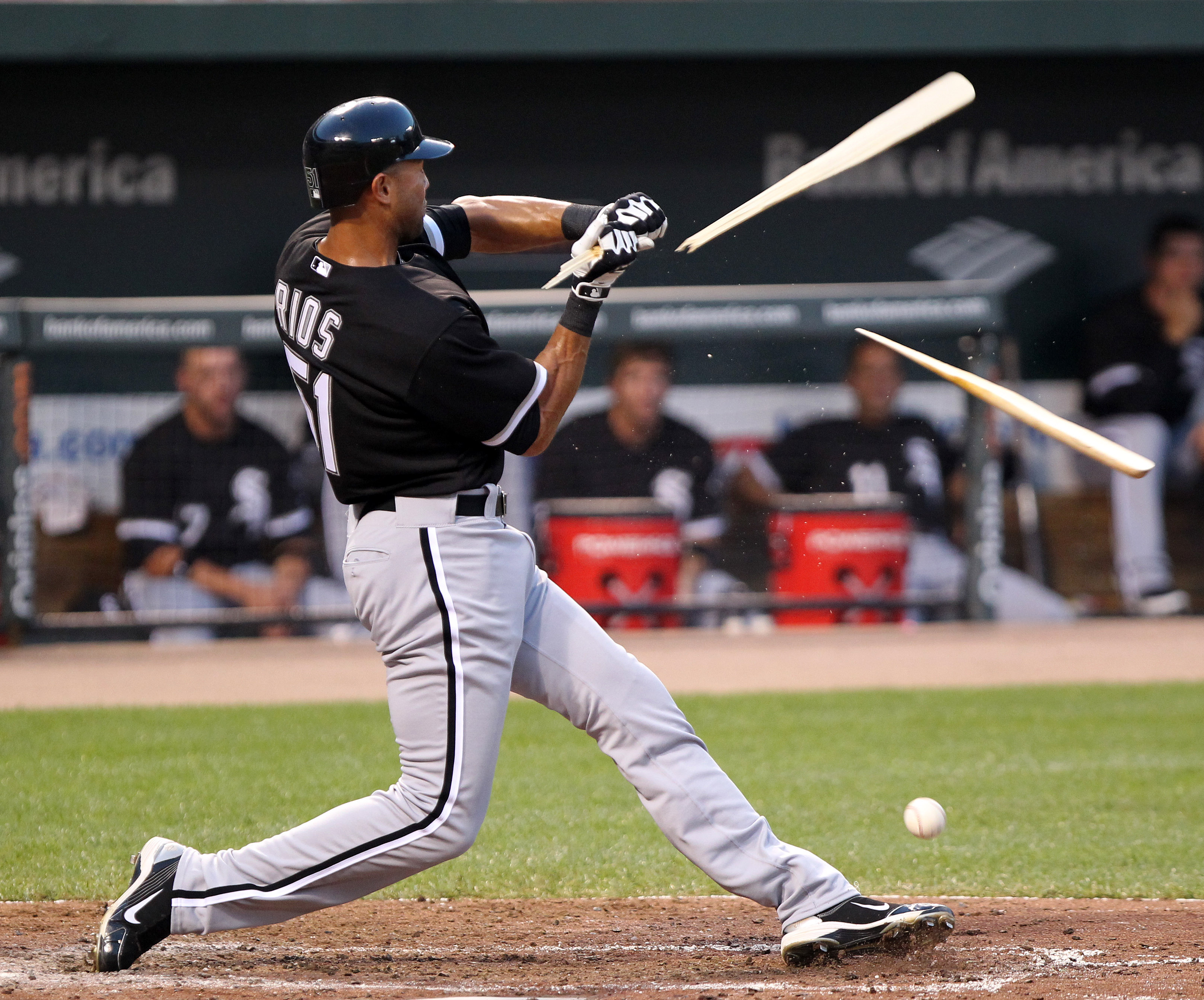
Rios at bat with the White Sox

2009年8月利歐斯被交易到芝加哥白襪隊。

### 德州遊騎兵（2013年至今）
2013年9月23日打出完全打擊